# René Boël
René Gustave Pol Marie Ghislain graaf Boël (Brussel, 27 oktober 1899 - Court-Saint-Étienne, 29 juni 1990) was een Belgisch industrieel.

## Biografie

### Familie en opleiding
René Boël, telg uit het geslacht Boël, was een zoon van baron Pol-Clovis Boël, industrieel en liberaal volksvertegenwoordiger en senator, en jkvr. Marthe de Kerchove de Denterghem, feministe en activiste. Hij was een kleinzoon van Gustave Boël, industrieel, burgemeester van La Louvière en liberaal senator, en graaf Oswald de Kerchove de Denterghem, gouverneur van Henegouwen en liberaal volksvertegenwoordiger en senator, en een achterkleinzoon van graaf Charles de Kerchove de Denterghem en Auguste Lippens.
Hij liep school aan het Koninklijk Atheneum in Ukkel. In 1916 werd hij op 17-jarige leeftijd oorlogsvrijwilliger. Vervolgens studeerde Boël burgerlijk mijnbouwkundig ingenieur aan de Université libre de Bruxelles.
Hij trouwde in 1922 in Brussel met Yvonne Solvay (1896-1930), dochter van Armand Solvay, industrieel, en kleindochter van Ernest Solvay, industrieel en liberaal senator. Ze kregen twee zoons, graaf Pol-Gustave Boël, industrieel en liberaal senator, en jhr. Yves Boël, ondernemer, en een dochter. Hij hertrouwde in 1935 in Brussel met burggravin Mathilde de Jonghe (1909-2008), dochter van Eugène de Jonghe, burgemeester van Anthée en provincieraadslid van Namen. Ze kregen een zoon en een dochter. Hij was de grootvader van Nicolas Boël, Harold Boël en een oom van Jacques Boël.
Van zijn schoonvader kocht Boël het kasteel van Fontaine in Onhaye. Hij verkocht het kasteel in 1983.
Hij was een schoonbroer van baron Charles-Emmanuel Janssen, industrieel en liberaal volksvertegenwoordiger, Alexandre de Hemptinne, natuurkundige, scheikundige en hoogleraar aan de Katholieke Universiteit Leuven, en graaf André de Kerchove de Denterghem, diplomaat, liberaal senator en gouverneur van Oost-Vlaanderen.

### Loopbaan
In 1922 ging hij aan de slag bij Usines Gustave Boël, waarvan zijn vader gedelegeerd bestuurder was. Hij had als verantwoordelijkheid de wederopbouw van de fabrieken die tijdens de Eerste Wereldoorlog door de Duitse bezetter verwoest waren.
Boël werd in 1926 docent en later gewoon hoogleraar ijzermetallurgie aan de École polytechnique van de Université libre de Bruxelles.
Na zijn huwelijk met Yvonne Solvay werd hij betrokken bij UCB en Solvay, de ondernemingen van zijn schoonfamilie. In 1931 werd hij lid van het directiecomité van Solvay. Zijn verantwoordelijkheden over de Boël-fabrieken droeg hij over aan zijn jongere broer Lucien. In 1963 werd Boël voorzitter van het directiecomité
Tussen beide oorlogen onderhield Boël contacten in het liberale politieke milieu. In 1936 was hij medeoprichter van het Studiecentrum tot Hervorming van de Staat, waarvan hij voorzitter van de sociale commissie was.
Tijdens de Tweede Wereldoorlog adviseerde hij de Belgische regering in ballingschap in Londen. Hij stond aan het hoofd van de economische missie en zorgde voor de bevoorrading van het Belgische leger en de bescherming van Belgische activa in het buitenland, onder meer in de Verenigde Staten. Ook breidde Boël tijdens de oorlog Solvay uit in Brazilië. In 1941 stelde minister van Financiën Camille Gutt hem als regeringsadviseur Financiën aan. Hij vertegenwoordigde België op onder meer de Conferentie van Bretton Woods, wat leidde tot de oprichting van het Internationaal Monetair Fonds en de Wereldbank. Na de oorlog was hij nauw betrokken bij het Europese eenmakingsproces. In 1949 werd hij vicevoorzitter van de Europese Liga voor Economische Samenwerking. In 1951 werd hij voorzitter hiervan, een functie die hij tot 1981 uitoefende. Boël zette zich tevens in voor Amerikaans-Europese samenwerking en was in 1945 een van de eerste leden van de Belgian-American Association, waarvan hij in 1963 president werd.
Hij was medeoprichter van het Museum voor Moderne Kunst. Hij was tevens voorzitter van de Vrienden van de Koninklijke Musea voor Schone Kunsten van België. In 1973 was hij initiatiefnemer van de oprichting van de Federatie van de Vrienden van de Musea van België.
Boël was tevens:
- medeoprichter en bestuurder van de Stichting Industrie-Universiteit (1956-1970)
- lid van de raad van bestuur van de Université libre de Bruxelles (1959-1969)
- voorzitter van de raad van bestuur van het Nationaal Orkest van België (1959-1967)
- lid van het directiecomité van het Verbond der Belgische Nijverheid (1960-1971)
- voorzitter van de raad van bestuur van de Société philharmonique de Belgique
- vicevoorzitter van het United Fund for Belgium (1972-1979)

### Eerbetoon
Boël werd geboren als jonkheer, erfde bij het overlijden van zijn vader in 1941 de titel van baron en werd in 1971 graaf, overdraagbaar bij eerstgeboorte.